# Buch (Gemeinde Wolfpassing)
Buch ist eine Ortschaft und eine Katastralgemeinde der Gemeinde Wolfpassing im Bezirk Scheibbs in Niederösterreich.

## Geografie
Die Rotte liegt rechts über der Ybbs zwischen Schönegg und Krottenthal und wird von der Landesstraße L6153 erschlossen. Zur Ortschaft zählt weiters die Lage Hofstatt im Süden.

## Siedlungsentwicklung
Zum Jahreswechsel 1979/1980 befanden sich in der Katastralgemeinde Buch insgesamt 86 Bauflächen mit 33.033 m² und 114 Gärten auf 365.529 m², 1989/1990 gab es 86 Bauflächen. 1999/2000 war die Zahl der Bauflächen auf 93 angewachsen und 2009/2010 bestanden 133 Gebäude auf 246 Bauflächen.

## Geschichte
Im Jahr 1822 wurde der Ort als Dorf mit 12 Häusern genannt, das nach Steinakirchen am Forst eingepfarrt war, wohin auch die Kinder eingeschult wurden. Die Herrschaft Wolfpassing besaß die Ortsobrigkeit und besorgte die Konskription. Die Landgerichtsbarkeit wurde von der Herrschaft Purgstall ausgeübt. Die Untertanen und Grundholde des Ortes gehörten den Herrschaften Auhof und Mautern. Laut Adressbuch von Österreich waren im Jahr 1938 in der Ortsgemeinde Buch ein Schmied und drei Landwirte mit Ab-Hof-Verkauf ansässig. Bis zur Zusammenlegung mit Wolfpassing war der Ort eine selbständige Gemeinde, der auch Dörfl bei Steinakirchen, Fischerberg, Hofa, Keppelberg, Krottenthal und Linden angehörten.

## Bodennutzung
Die Katastralgemeinde ist landwirtschaftlich geprägt. 425 Hektar wurden zum Jahreswechsel 1979/1980 landwirtschaftlich genutzt und 136 Hektar waren forstwirtschaftlich geführte Waldflächen. 1999/2000 wurde auf 460 Hektar Landwirtschaft betrieben und 136 Hektar waren als forstwirtschaftlich genutzte Flächen ausgewiesen. Ende 2018 waren 431 Hektar als landwirtschaftliche Flächen genutzt und Forstwirtschaft wurde auf 151 Hektar betrieben. Die durchschnittliche Bodenklimazahl von Buch beträgt 48,9 (Stand 2010).